# 克勒尔帕-勒布许茨
克勒尔帕-勒布许茨（德語：Crölpa-Löbschütz，發音：[ˈkʁœlpa ˈløːpʃʏts]）是德国萨克森-安哈尔特州布尔根兰县曾经的一个市镇，面积7.82平方千米，人口为人。2010年1月1日，克勒尔帕-勒布许茨与另外3个市镇并入市镇萨勒河畔瑙姆堡。